# Escut de l'Albiol
L'escut oficial de l'Albiol, aprovat el 23 de maig del 1985, té el següent blasonament: 
Escut caironat: de sinople, un castell d'argent tancat de sable acompanyat d'una creu d'argent a cada costat. Per timbre una corona mural de poble.
S'hi veu el castell del poble (d'origen musulmà), avui en ruïnes. Les dues creus de Tau (o creus de Santa Tecla) recorden que els arquebisbes de Tarragona (d'on santa Tecla és la patrona) foren els senyors del castell.